# The Brides of Dracula
The Brides of Dracula (bra: Noivas do Vampiro; prt: As Noivas de Drácula) é um filme britânico de 1960, do gênero terror, dirigida por Terence Fisher para a Hammer Film Productions. Gravado nos Bray Studios, é uma espécie de sequência do filme Dracula (1958).

## Sinopse
Dr. Van Helsing, especialista de fenômenos sobrenaturais, investiga o caso da jovem professora francesa Marianne Danielle (Monlaur), a qual, ao pernoitar no castelo da baronesa Meinster (Hunt), liberta o filho da anfitriã (Peel), na verdade um vampiro. Este passa a atacar diversas mulheres, vitimando a própria baronesa e as moças de um colégio da região, além de ameaçar a vida de Marianne.

## Elenco

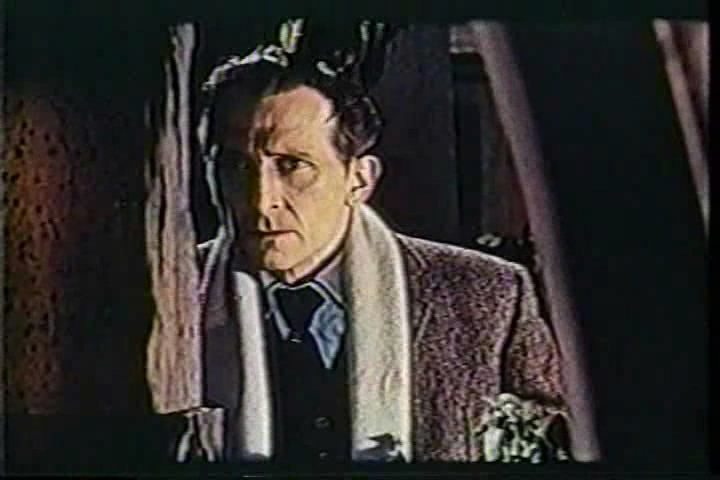
Peter Cushing Dr. Van Helsing
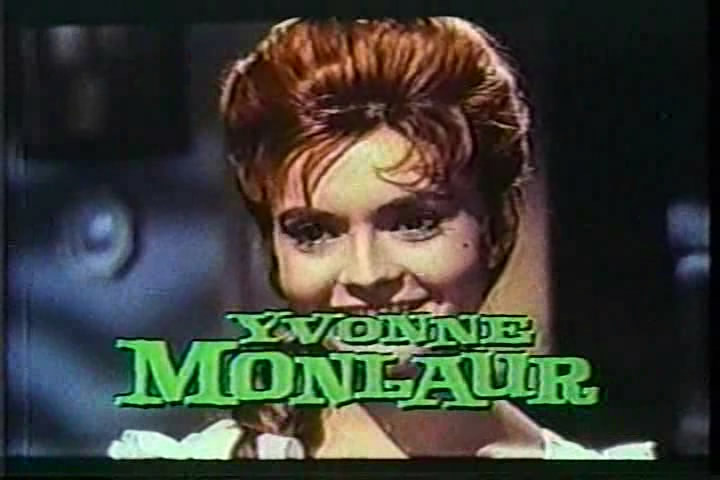
Yvonne Monlaur Marianne Danielle
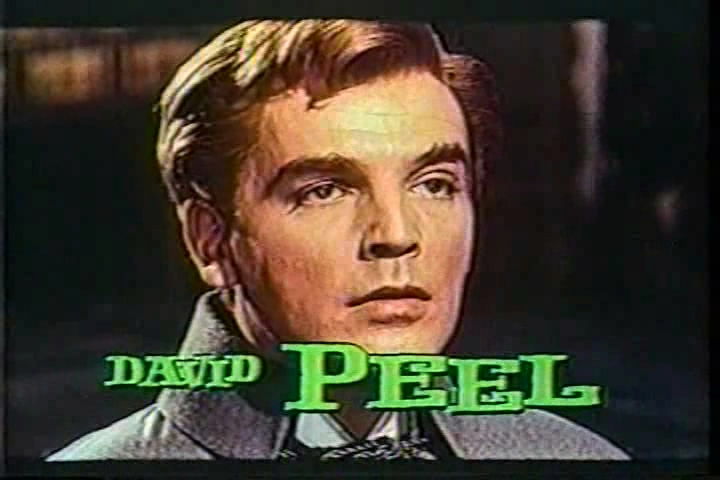
David Peel barão Meinster
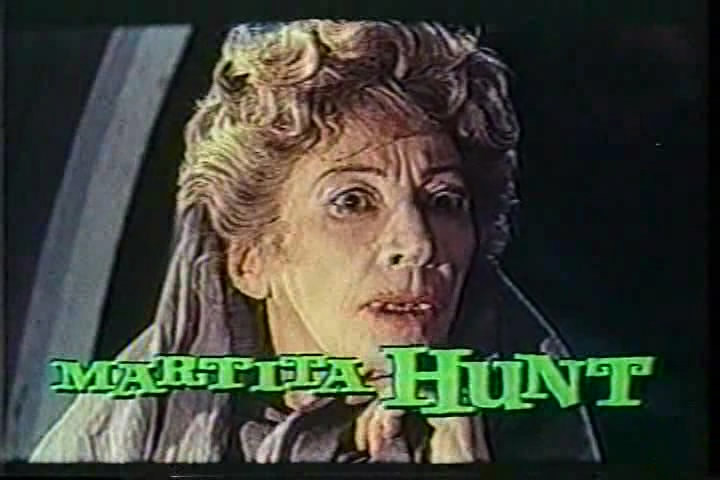
Martita Hunt Baronesa Meinster

- Miles Malleson - Dr. Tobler
- Henry Oscar - Herr Otto Lang
- Mona Washbourne - Frau Helga Lang
- Andree Melly - Gina
- Victor Brooks - Hans, um aldeão
- Fred Johnson - Padre Stepnik, cura da aldeia
- Michael Ripper - O cocheiro
- Norman Pierce - Johann, estalajadeiro
- Vera Cook - A esposa do estalajadeiro
- Marie Devereux - A garota da aldeia